# Aleptina xithos
Aleptina xithos là một loài bướm đêm trong họ Noctuidae.